# 海尔布隆幽灵

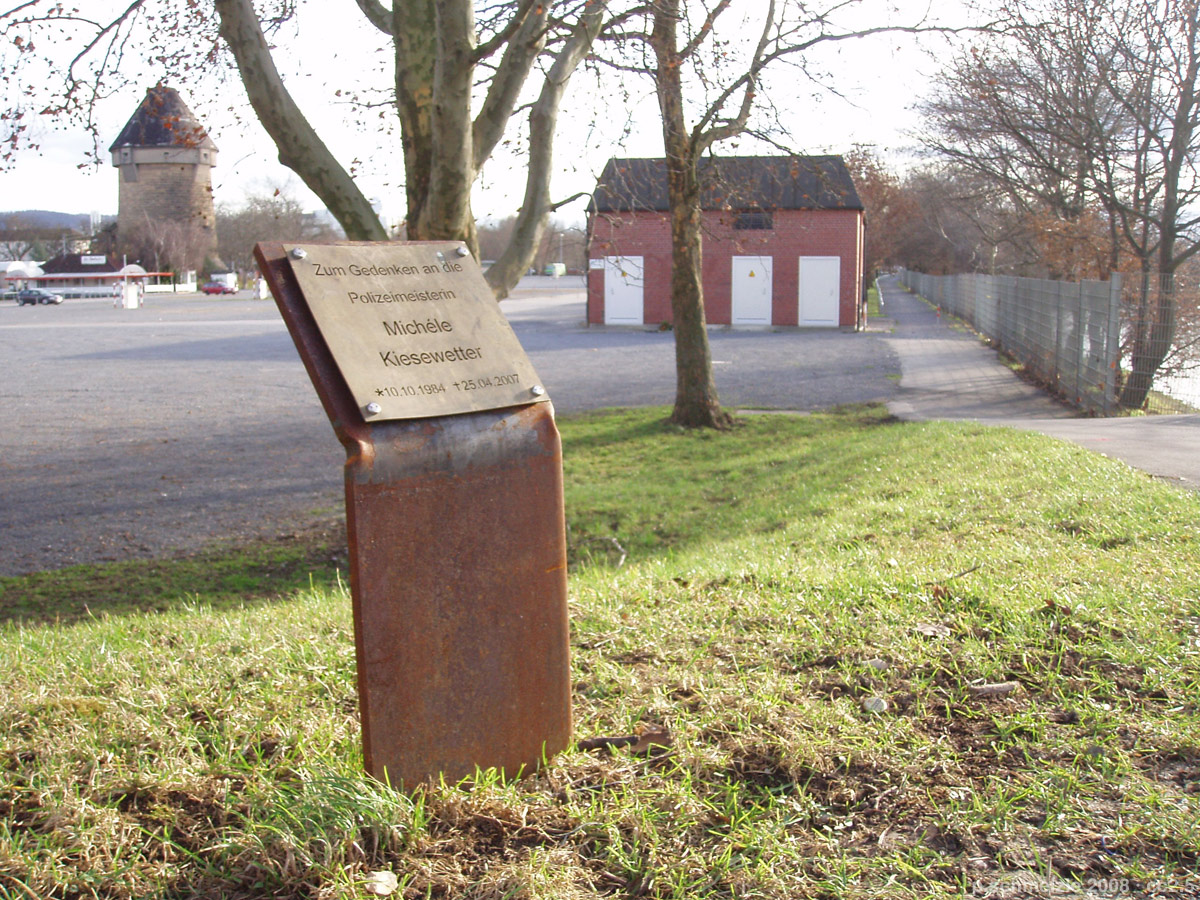
被害警官米歇尔·基塞维特的纪念牌

海尔布隆幽灵（德語：Heilbronner Phantom），又称“无脸女人”（德語：Frau ohne Gesicht），是2007至2009年间德国、奥地利和法国等地出现的一名“连环杀手”，警方在许多犯罪现场发现了同一位女性的 DNA 证据。其中 2007
年的一起警官被杀案发生在德国城市海尔布隆，媒体以“海尔布隆幽灵”对这个神秘的连续谋杀事件进行了报道。
调查人员在 40 余起不同地点的犯罪现场中（包括六起谋杀案）利用遗传指纹分析发现了同样的 DNA 片段。2009 年 3 月下旬，相关调查做出了“幽灵”并不存在的结论，犯罪现场所采集到的 DNA 片段其实来自于采样时使用的同一个工厂生产的棉签，一名女工遗留的 DNA 片段导致了这场误会。
《犯罪现场调查：纽约》第 6 季和《无声的见证》第 15 季演绎了该事件的情节。